# تفجير الصبورة 2022
تفجير الصبورة هو تفجيرٌ حصلَ يوم الثالث عشر من تشرين الأول/أكتوبر 2022 حينما انفجَرت حافلةٌ كانت تقلُّ عناصر من الجيش العربي السوري في ضاحية الصبورة بمحافظة ريف دمشق جرّاء انفجارِ عبوة ناسفة. أسفرَ التفجير عن مقتل 18 عسكريًا سوريًا على الأقل وإصابة 27 آخرين، وعُدَّ هذا الهجوم هو الأكثر دمويّة في العاصمة السورية دمشق وضواحيها منذُ هجومٍ مماثلٍ عام 2021. لم تُعلن أيُّ جهةٍ مسؤوليتها عن الانفجار أو التفجير، كما لم تُصدر سلطات النظام أيّ تعليق.

## خلفيّة
قلَّت الاشتباكات العنيفة بين فصائل المعارضة المسلّحة والنظام السوري في السنتين الأخيرتين واقتصرَ الأمر في أغلبِ الحالات على رشقات صاروخيّة متفرقة واشتباكات متقطّعة مع عمليات عسكريّة متباعدة من حيثُ الفترة الزمنيّة ومحدودة من ناحيّة العتاد والمشاركة وحتى النتائج، لكن ورغمَ ذلك فقد زادت وتيرةُ الهجمات الخاطِفة وخاصّة تلكَ التي تستهدفُ الحافلات العسكريّة في ريف دمشق مثلما حصلَ في تشرين الأول/أكتوبر 2021 حينما فُجّرت حافلة جندٍ في العاصِمة السوريّة دمشق ما نجمَ عنها مقتل ما لا يقلّ عن 14 جنديًا وجرحِ عشرات آخرين.
حصلَ خلال هذا العام فقط تفجيران كبيرانِ استهدفا الحافلات التي تقلُّ الجنود، حيثُ استهدفَ تفجيرٌ في العشرين من حزيران/يونيو حافلةً في شمال سوريا خلال مرورها على طريقٍ يربطُ مدينة الرقة بمدينة حمص، مما تسبَّب في مقتل 15 عسكريًا على الأقل وتبنَّى تنظيم الدولة الإسلامية (داعش) المسؤوليّة، كما وقعَ انفجارٌ مشابهٌ استهدفَ حافلة جندٍ مُجددًا في الثالث عشر من أيّار/مايو وأسفرَ عن مقتل 10 جنود على الأقل وذلكَ في ريف حلب الغربي.

## الهجوم
وقعَ التفجيرُ في وقتٍ ما من يوم الثالث عشر من تشرين الأول/أكتوبر 2022 في منطقة الصبورة في ريف دمشق، على الطريق الدولي المؤدي إلى لبنان. ذكرت بعضُ المصادر أنّ القوات التي جرى استهدافها خلالَ هذا الهجوم تتبعُ للفرقة الرابعة التي يقودها ماهر الأسد شقيق الرئيس السوري بشار الأسد.